# Longes mac nUislenn
 (novembre 2010).
Si vous disposez d'ouvrages ou d'articles de référence ou si vous connaissez des sites web de qualité traitant du thème abordé ici, merci de compléter l'article en donnant les références utiles à sa vérifiabilité et en les liant à la section « Notes et références ».

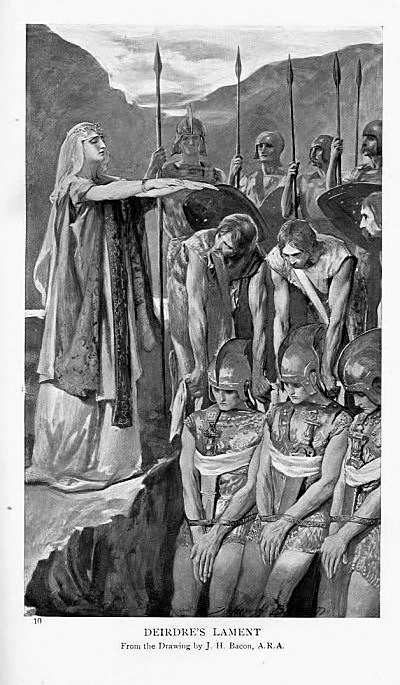
Les pleurs de Deirdre, gravure de J.H.F. Bacon (1905).

Longes mac nUislenn (français : « L’Exil des fils d’Usnech ») est un récit en prose de mythologie celtique irlandaise appartenant au Cycle d'Ulster. Il met en scène l'exil de la belle Deirdre avec son amant Noise et ses frères, à cause de la jalousie du roi d'Ulster, Conchobar, qui comptait prendre la jeune fille pour épouse. Les exilés reviennent lorsque le roi leur promet de les accepter paisiblement. Il rompt sa promesse et fait tuer les frères, retenant Deirdre pour lui pendant un an avant qu'elle ne se suicide.
Ce récit est particulièrement célèbre dans la mythologie irlandaise. Il est mentionné dès le XIIe siècle dans le Livre de Leinster, qui en possède une version courte. Des versions plus longues connues datent des XIVe et XVe siècles.
Dans les manuscrits anciens, le Longes mac nUislenn est souvent regroupé avec deux autres récits mythologiques irlandais appelés Oidheadh Chloinne Lir et Oidheadh Chloinne Tuireann sous le nom des Tri Truaighe Scéalaigheachta (français : « Trois Chagrins de la Narration »).